# Stormen (film fra 1922)
 For alternative betydninger, se Stormen (flertydig). (Se også artikler, som begynder med Stormen)
Stormen er en amerikansk stumfilm fra 1922 af Reginald Barker.

## Medvirkende
- Matt Moore som Dave Stewart
- House Peters som Burr Winton
- Josef Swickard som Jacques Fachard
- Virginia Valli som Manette Fachard
- Frank Lanning som Manteeka
- Gordon Magee